# محفل کاری

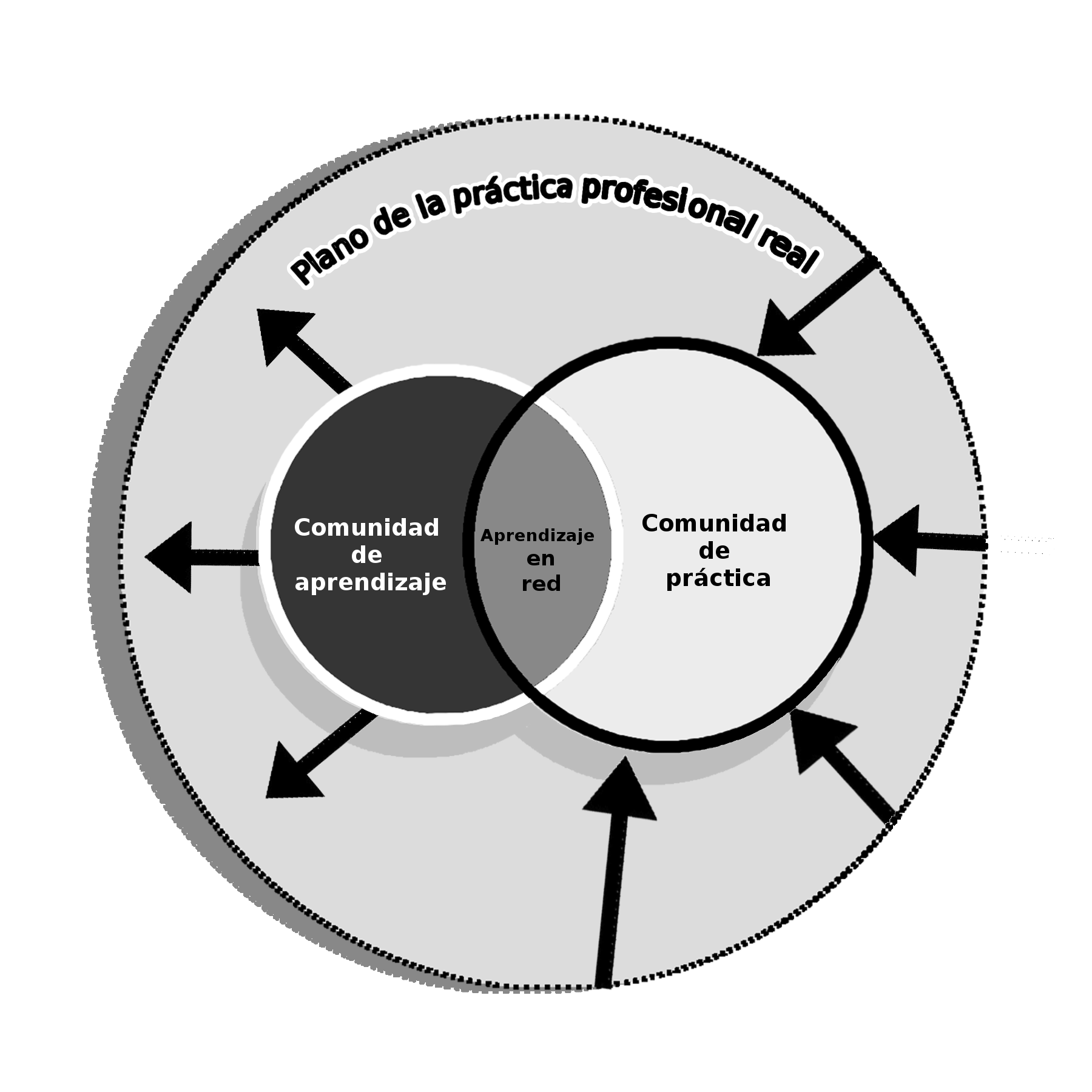
محفل کاری

محفل کاری یا CoP (به انگلیسی: Community of Practice) گروهی از افراد است که شغل یا حرفه مشترک دارند. این مفهوم برای اولین بار توسط انسان‌شناس شناختی ژان لاو و نظریه‌پرداز آموزشی اتین ونگر در کتابشان تحت‌عنوان یادگیری موقعیتی ارائه شد (Lave & Wenger 1991). ونگر سپس این مفهوم را در کتابش تحت‌عنوان محافل کاری (Wenger 1998) بسط داد.